# Jeffrey Vallance
Jeffrey Vallance est un artiste américain né à Torrance, Californie le 25 janvier 1955.
Il est surtout connu pour ses reliquaires, en décalage avec le monde réel.

## Œuvres
- Shag Carpet Relic from Elvis Presley’s Jungle Room, Graceland, 2006. 12,7 × 25,4 × 7,6 cm.
- Relic Cabinet, 2006. 33 × 25,4 × 27,9 cm.
- Crematory Bone (L.A. Pet Cemetery), 2006. 12,7 × 30 × 10,1 cm.
- Vallance Family Lutheran Catechism, 2006. 25,4 × 48,2 × 25,4 cm.
- Death Valley Boot Heel, 2006. 15,2 × 20,3 × 15,2 cm.
- Holy Shroud of Turin Image Touched to The True Cross, 2006. 12,7 × 30,4 × 7,6 cm.
- Jägermeister: St. Hubert Relics, 2006. 20,3 × 40 × 17 cm.